# بندزن‌مرغ خالدار
بندزن‌مرغ خالدار (نام علمی: Pogoniulus scolopaceus) گونه‌ای از پرندگان خانودۀ ریش‌مرغان آفریقایی (باربت‌های آفریقایی) است.
این گونه در آنگولا، بنین، کامرون، جمهوری آفریقای مرکزی، جمهوری کنگو، جمهوری دموکراتیک کنگو، ساحل عاج، گینه استوایی، گابن، غنا، گینه، کنیا، لیبریا، نیجریه، سیرالئون، توگو و اوگاندا یافت می‌شود.